# Betfakkar fi eih?!
Betfakkar fi eih?! (in lingua araba بتفَكّر في إيه؟) è un album in studio della cantante libanese Nancy Ajram, pubblicato nel 2008.

## Tracce
1. Betfakkar fe eih – 3:55
2. Min dally nseek – 3:42
3. Meen ghairy ana – 4:06
4. Safer (Ana rohy maak) – 5:01
5. Sahharny sahhar – 3:52
6. Baldiyyat (Ana menno) – 4:29
7. Zaman kan andi alb – 5:08
8. Lamset eed – 3:55
9. Leya ha' – 4:00
10. Ibn el giran – 4:27
11. Wana ben ideik – 3:30
12. Khaffef alayya shwayy – 3:57
13. Mashi haddi – 4:18
14. Biteegy sirtak – 6:16